# Olympische Sommerspiele 1980/Moderner Fünfkampf
Bei den XXII. Olympischen Sommerspielen 1980 in Moskau fanden zwei Wettbewerbe im Modernen Fünfkampf statt.

## Medaillenspiegel
| Platz | Land        | Gold | Silber | Bronze | Gesamt |
| ----- | ----------- | ---- | ------ | ------ | ------ |
| 1     | Sowjetunion | 2    | –      | 1      | 3      |
| 2     | Ungarn      | –    | 2      | –      | 2      |
| 3     | Schweden    | –    | –      | 1      | 1      |

## Zeitplan
| Datum    | Sportart                | Wettkampfstätte                   |
| -------- | ----------------------- | --------------------------------- |
| 20. Juli | Geländeritt             | Bitza-Park                        |
| 21. Juli | Degenfechten            | ZSKA-Universal-Sporthalle         |
| 22. Juli | Pistolenschießen        | Dynamo-Schießanlage, Mytischtschi |
| 23. Juli | 300 m Freistilschwimmen | Olimpijski                        |
| 24. Juli | 4000 m Crosslauf        | Bitza-Park                        |

## Ergebnisse

### Einzel
| Platz | Land | Sportler             | Punkte |
| ----- | ---- | -------------------- | ------ |
| 1     | URS  | Anatoli Starostin    | 5568   |
| 2     | HUN  | Tamás Szombathelyi   | 5502   |
| 3     | URS  | Pawel Lednjow        | 5382   |
| 4     | SWE  | Svante Rasmuson      | 5373   |
| 5     | HUN  | Tibor Maracskó       | 5279   |
| 6     | POL  | Janusz Pyciak-Peciak | 5268   |
| 7     | SWE  | Lennart Pettersson   | 5243   |
| 8     | TCH  | Milan Kadlec         | 5229   |
| 9     | SWE  | George Horvath       | 5229   |
| 10    | FIN  | Heikki Hulkkonen     | 5227   |
|       |      |                      |        |
| 35    | AUT  | Alexander Topay      | 4784   |
| 38    | AUT  | Helmut Wieser        | 4582   |

Datum: 20. bis 24. Juli 1980

43 Teilnehmer aus 17 Ländern

### Mannschaft
| Platz | Land | Sportler                                            | Punkte |
| ----- | ---- | --------------------------------------------------- | ------ |
| 1     | URS  | Pawel Lednjow, Jewgeni Lipejew, Anatoli Starostin   | 16.126 |
| 2     | HUN  | László Horváth, Tibor Maracskó, Tamás Szombathelyi  | 15.912 |
| 3     | SWE  | George Horvath, Lennart Pettersson, Svante Rasmuson | 15.845 |
| 4     | POL  | Marek Bajan, Jan Olesiński, Janusz Pyciak-Peciak    | 15.634 |
| 5     | FRA  | Joël Bouzou, Alain Cortes, Paul Four                | 15.345 |
| 6     | TCH  | Jan Bártů, Milan Kadlec, Bohumil Starnovský         | 15.339 |
| 7     | FIN  | Heikki Hulkkonen, Jussi Pelli, Pekka Santanen       | 15.087 |
| 8     | GBR  | Nigel Clark, Robert Nightingale, Peter Whiteside    | 15.062 |
| 9     | ESP  | Federico Galera, Manuel Montesinos, José Serrano    | 14.699 |
| 10    | BUL  | Borislaw Batikow, Simeon Monew, Nikolai Nikolow     | 14.545 |
| 11    | ROM  | Gyula Galovici, Cezar Răducanu, Dumitru Spîrlea     | 14.390 |
| 12    | IRL  | Sackville Currie, Jerome Hartigan, Mark Hartigan    | 13.295 |

Datum: 20. bis 24. Juli 1980

36 Teilnehmer aus 12 Ländern, alle Teams in der Wertung